# NGC 1266
NGC 1266 (również PGC 12131) – galaktyka soczewkowata (S0), znajdująca się w gwiazdozbiorze Erydanu. Odkrył ją William Herschel 20 września 1784 roku.